# Халфали (Шушинский район)
Халфали (азерб. Xəlfəli, также Хальфали) — село в Шушинском районе Азербайджана, является центром Халфалинского сельского административно-территориального округа.

## География
Село Халфали является центром Халфалинского сельского административно-территориального округа Шушинского района, при этом в состав этого сельского административно-территориального округа входят также и сёла Армудлу, Дюканлар, Гарабулаг, Лачынлар, Мирзалар, Шушулу, Заманпаясы. Село находится на берегу речки Халфаличай, которая впадает в реку Каркарчай. Расположено в северной части Шушинского района, в 7 км от райцентра — города Шуша.

## История
В советский период село входило в состав Шушинского района который в свою очередь входил в состав Нагорно-Карабахской автономной области (НКАО) Азербайджанской ССР.
2 сентября 1991 года на совместной сессии Нагорно-Карабахского областного и Шаумяновского районного Советов народных депутатов была принята Декларация о провозглашении Нагорно-Карабахской Республики в границах Нагорно-Карабахской автономной области (НКАО) и сопредельного Шаумяновского района Азербайджанской ССР.
26 ноября 1991 года Верховный Совет Азербайджанский Республики принял Закон «Об упразднении Нагорно-Карабахской автономной области Азербайджанской Республики», согласно которому среди прочего Шушинский район был включён в число районов республиканского подчинения.
В результате Карабахского конфликта, населённый пункт в 1992 году был занят армянскими вооружёнными формированиями и стал контролироваться непризнанной Нагорно-Карабахской Республики (НКР). Согласно административно-территориальному делению непризнанной Нагорно-Карабахской Республики село располагалось на территории Аскеранского района НКР. Село сильно пострадало в результате Карабахского конфликта.
Согласно Трёхстороннему Заявлению в ночь с 9 по 10 ноября 2020 года, подписанному по итогам Второй карабахской войны, село перешло под контроль Российских миротворческих сил.
В результате боевых действий произведённых Вооружёнными Силами Азербайджана в Карабахе 19-20 сентября 2023 года, село было возвращено под контроль Азербайджана.

## Население
До Первой карабахской войны, село имело исключительно азербайджанское население. По данным Кавказского календаря на 1912 год, в селе жили 1389 человек, в основном — азербайджанцы, указанные как «татары». По данным переписи 1921 года, в селе проживало 1073 азербайджанцев, указанных как «тюрки азербайджанские». По данным на 1986 год в селе проживало 117 человек.

## Экономика
В советский период животноводство составляло основным типом хозяйства в селе. В селе были восьмилетняя школа, библиотека, клуб, киноустановка, медицинский пункт.